# موكوس (إراكليون)
موكوس (Μοχός) هي مدينة في إراكليون في اليونان.